# Келімуту
Вулкан Келімуту (індонез. Kelimutu) заввишки 1639 метрів, розташований на індонезійському острові Флорес. Він відомий завдяки кратерним озерам, що час від часу міняють колір. 

## Загальний опис
Природні водойми, в яких розчинені різні мінерали, змінюють забарвлення раз на кілька років, стаючи бірюзовими, червоно-коричневими, зеленими або чорними. При цьому колірні переходи відбуваються незалежно один від одного, що зміцнює віру місцевих жителів у надприродне походження місця. За давнім міфом, в озерах Келімуту знаходять свій спокій і притулок душі померлих.
Джерело різнокольорових відтінків і причина такої геологічної аномалії кратера Келімуту — мінерали, що залягають на дні кожного з озер. Вони поступово розчиняються у водах, фарбуючи її в результаті хімічних реакцій. Кожне озеро має свою назву, що відображає легенду, пов'язану із ним. Найзахідніше з озер, розташоване приблизно в 1,5 км від двох інших, називається Тіву-Ата-Мбупу («озеро старих»), у ньому, за переказами, знаходять притулок душі тих, хто гідно прожив своє життя і помер від старості. Воно символізує мудрість і знання літніх людей, які приходять тільки з віком.
Назва центрального озера — Тіву-Нуа-Мурі-Коох-Таї — перекладається як «озеро юнаків і дівчат», в нього йдуть невинні душі тих, хто помер молодим. Це озеро особливо часто змінює забарвлення, кажуть, за останні двадцять шість років воно дванадцять разів змінювало колір своєї води. 
Тіву-Ата-Поло, що означає «зачароване озеро», або «озеро злих душ», служить вічним домом для душ лиходіїв. Ці дві водойми розташовані поруч, їх розділяє тільки тонка стіна кратера, яка, за віруваннями місцевих жителів, уособлює тонку грань між злом і добром.
Колір води трьох озер дуже непередбачуваний, тому, піднімаючись на вершину вулкана, треба точно знати які комбінації кольорів будуть цього разу. За останніми даними, зараз озеро старих забарвлене в чорний колір, хоча ще недавно воно було зеленим, озеро юнаків та дівчат має насичено зелене забарвлення, а озеро злих душ — коричневий. Лише кілька років тому вони мали білий, бірюзовий і червоний колір. У листопаді 2009 року води озер були забарвлені у чорний, бірюзовий і коричневий кольори. А вже в липні 2010 року Тіву-Ата-Мбупу радувало око пляшково-зеленим кольором, Тіву-Нуа-Мурі-Коох-Таї було пофарбовано в бірюзовий колір, а Тіву-Ата-Поло мало колір зеленого моху.
Милуватися дивовижними краєвидами водойм найкраще з вершини Келімуту, на якій знаходиться оглядовий майданчик, точніше піраміда, іменована «пунктом натхнення». Найкрасивіші і насичені відтінки озера набувають на світанку і заході сонця, а пізнім ранком, коли їх закутує густий туман, тут панує чарівна атмосфера таємничості. Розглядати водойми краще і безпечніше всього з спеціально відведених місць, так як вулканічний камінь дуже слизький і прогулюватися по ньому вкрай небезпечно, до того ж, які виходять від озер пари приводять до непритомного стану.

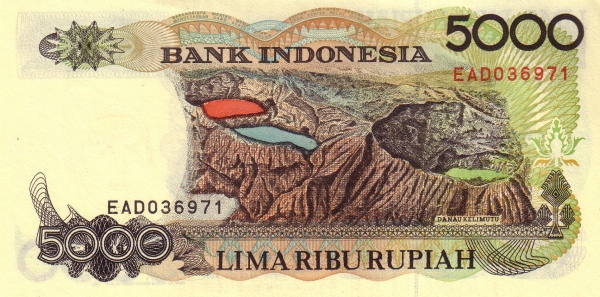
Зображення Келімуту на коп'юрі номіналом 5000 рупій

Озера вулкана Келімуту — одна з найцікавіших пам'яток Індонезії. Індонезійці дуже люблять це місце, раніше знамениті водойми-хамелеони навіть були зображені на купюрі в 5000 рупій. Ці озера є лише маленькою частиною національного парку Келімуту, що входить до списку всесвітньої спадщини ЮНЕСКО. Помилуватися унікальними природними об'єктами даної місцевості щороку приїжджає кілька тисяч туристів.
Дістатися до села Моні, що розташоване в декількох кілометрах від підніжжя вулкана, можна з різних міст, найближчі з них — Енді (51 км) і Маумере (62 км). Шлях від Моні до вулкана на автомобілі займе 30-40 хвилин, а від стоянки до кольорових озер всього 20-30 хвилин пішої прогулянки. Зупинитися в селі можна або у місцевих жителів, або в якому-небудь з місцевих готелів. У селі є ресторани, невеликі магазини і ринок, на якому можна купити продукти харчування, одяг і все необхідне для повсякденного життя.

## Галерея

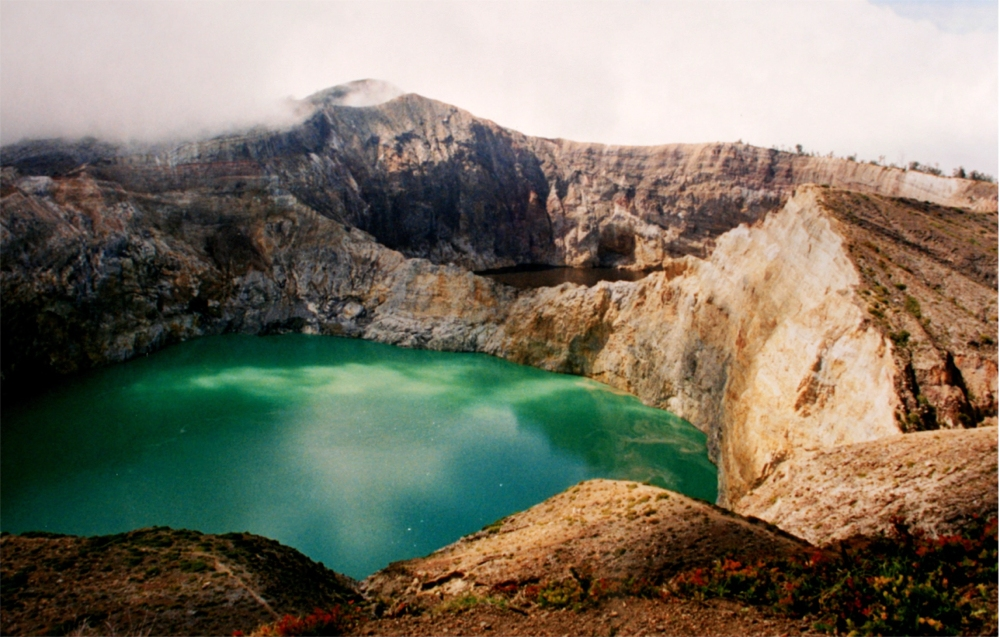
Tiwu Nuwa Muri Koo Fai (Озеро юнаків і дівчат) і Tiwu Ata Polo (Зачароване, або Зачароване озеро)
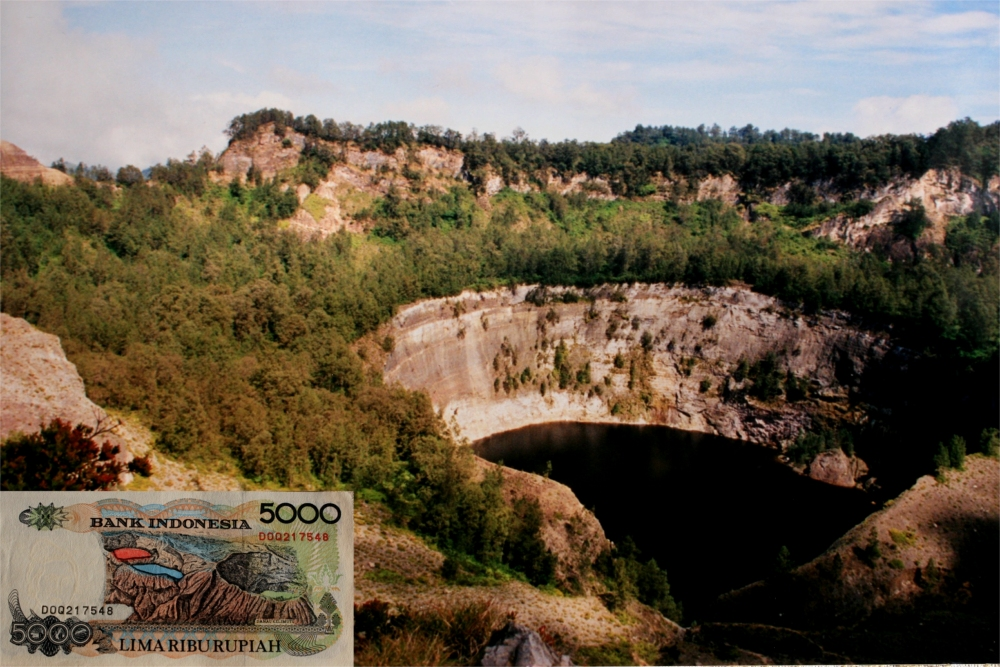
Tiwu Ata Bupu (Озеро старих людей)
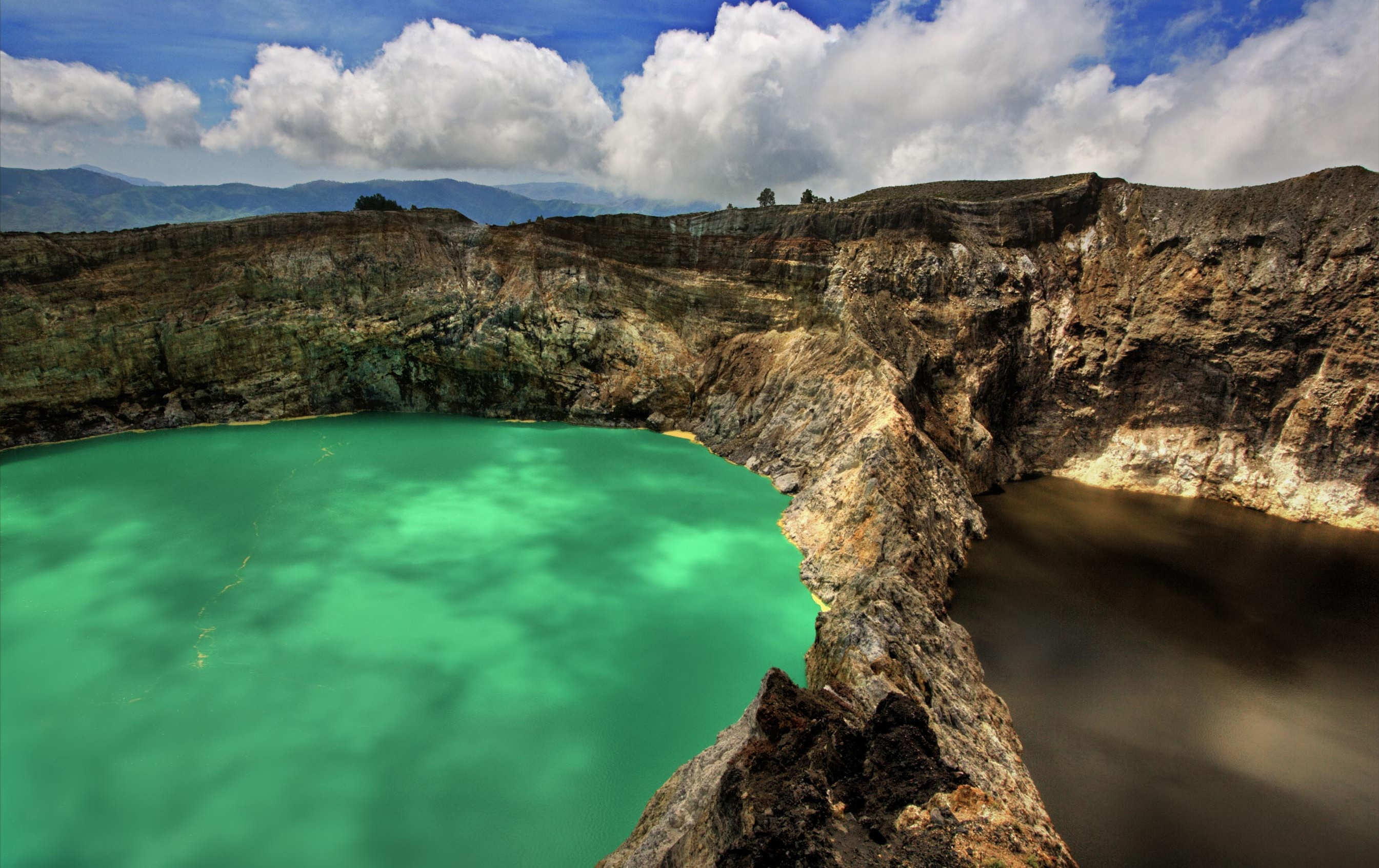
Озера Келі Муту «Озеро юнаків і дівчат» і «Зачароване»